# انقلاب 1973 في الأوروغواي
هو انقلاب عسكري وقع في الأوروغواي في 27 حزيران (يونيو) 1973، وكان بداية لتأسيس مرحلة من الحكم العسكري-المدني الدكتاتوري. بعد الانقلاب، تولى خوان ماريا بوردابيري السلطة وقام بإغلاق البرلمان، وحكم البلاد بصحبة طغمة من الجنرالات العسكريين.

## الخلفية
في أواخر الخمسينيات وبسبب انخفاض الطلب في السوق العالمية على المنتجات الزراعية بدأت الأوروغواي بمواجهة مشاكل اقتصادية شملت التضخم والبطالة والانخفاض الحاد في مستوى معيشة العاملين في البلاد. أدى ذلك إلى تصاعد الحراكات الطلابية واضطرابات عمالية.
تشكلت حركة حرب العصابات في المدن عرفت باسم «توباماروس» في أوائل الستينات، بدأت هذه الحركة بنشاطات سطو على البنوك ومن ثم توزيع العائدات على الفقراء، مع محاولة الحوار السياسي. حظرت الحكومة أنشطتهم السياسية وأصبحت الشرطة أكثر قمعية، مما دفع بالتوباماروس لإعلان الكفاح المسلح العلني والدخول في صراع مباشر مع الشرطة وقاموا بعمليات خطف شملت المسؤولين الفاسدين.
أعلن الرئيس خورخي باتشيكو حالة الطوارئ في سنة 1968، وتلاها تعليق المزيد من الحريات المدنية في سنة 1972 من قبل خليفته الرئيس خوان ماريا بوردابيري الذي جلب الجيش لمحاربة المقاتلين المتمردين. بعد هزيمة التوباماروس استولى الجيش على السلطة في عام 1973. وظفت الأحكام العرفية للتخلص من حركة توباماروس. تم عزل رؤساء الحركة في السجون.

## نهاية الحكم العسكري
عزل بوردابيري عن الرئاسة أخيراً في سنة 1976. خلفه بداية ألبرتو ديميتشيلي. وقام بعد ذلك مجلس وطني مختار من قبل الحكومة العسكرية بانتخاب أباريسيو مينديس. في سنة 1984 اندلعت احتجاجات واسعة النطاق ضد الحكم العسكري. بعد إضراب عام لمدة 24 ساعة بدأت المحادثات وأعلنت القوات المسلحة عن خطة للعودة إلى الحكم المدني. أجريت الانتخابات الوطنية في سنة 1984 حصد فيها زعيم حزب الكولورادوس خوليو ماريا سانغينيتي منصب الرئاسة، وخدم بعد الرئاسة المؤقتة لرافائيل أدييغو برونو للفترة بين 1985-1990. أدخلت إدارة سانغينيتي الأولى إصلاحات اقتصادية وديمقراطية بعد سنوات من خضوع البلاد للحكم العسكري.